# Amphoe Ko Si Chang
Amphoe Ko Si Chang is een eiland voor de kust van Thailand. Het is een district van de provincie Chonburi. 

## Geschiedenis
De Britse diplomaat John Crawfurd bezocht het eiland in 1822 tijdens een missie. Hij vermeldde Francis Buchanan-Hamilton, die de eilanden van Ko Si Chang als Nederlands gebied en Ko Si Chang als "Amsterdam" betitelde, vanwege de activiteiten van de VOC. Het eiland werd in 1893 tijdelijk verlaten toen de Fransen het bezetten om Thailand onder druk te zetten om delen van Laos en Cambodja aan hen af te staan.

## Bereikbaarheid en toeristische informatie
Het eiland is per boot bereikbaar vanuit Sri Racha. Het eiland wordt voornamelijk bevolkt door vissers. Het heeft geen mooie stranden, maar geniet toch een zekere populariteit bij de inwoners van Bangkok als rustoord op 2 uur van de hoofdstad. Er zijn ook de resten van een paleis van koning Chulalongkorn, dat gedeeltelijk verhuisd is naar Bangkok in 1910. In Bangkok is het te bezichtigen als het Vimanmek paleis (van teakhout). 

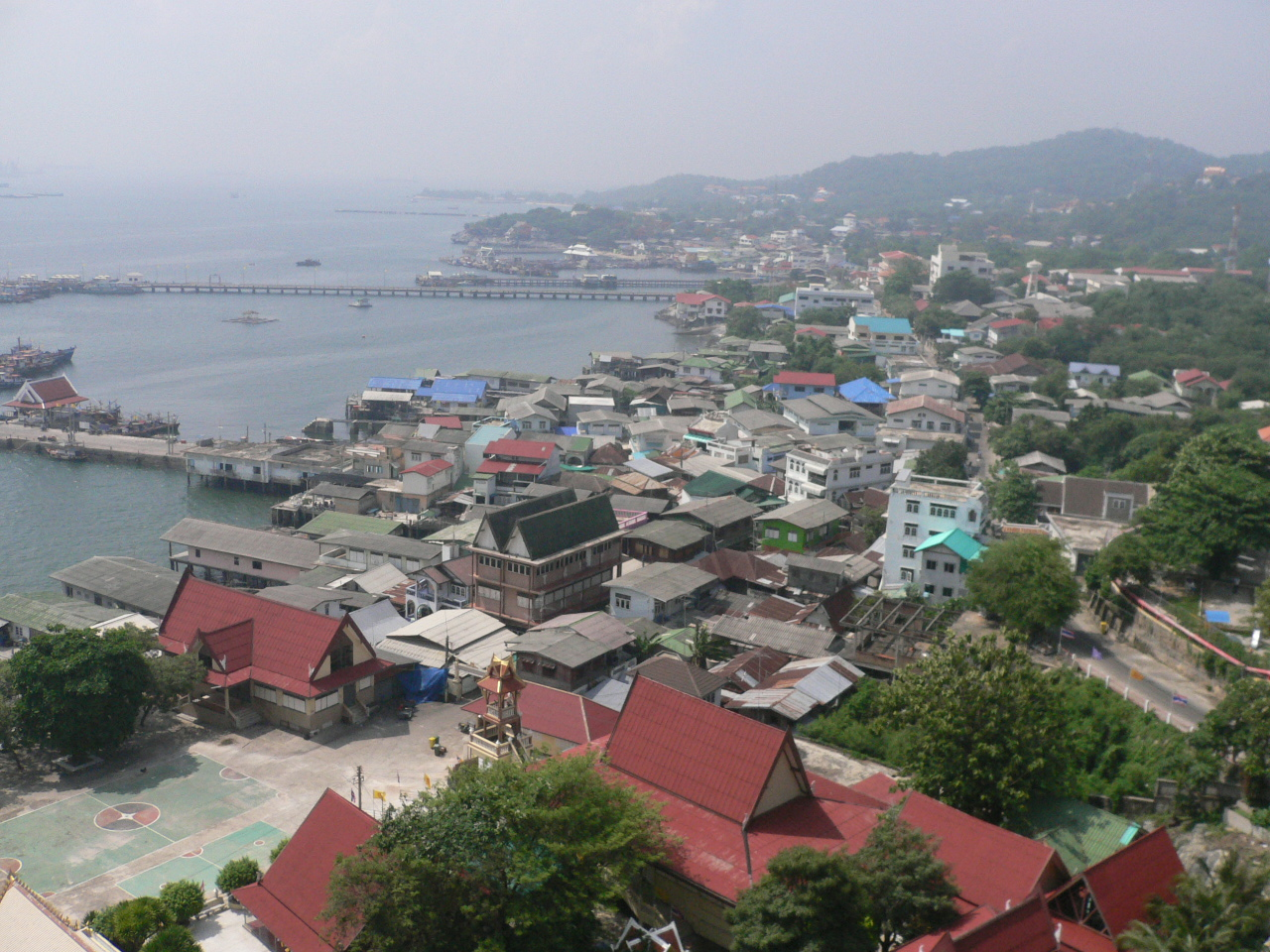